# 卡斯泰莱罗
卡斯泰莱罗（義大利語：Castellero），是意大利阿斯蒂省的一个市镇。总面积4.34平方公里，人口308人，人口密度71.0人/平方公里（2009年）。ISTAT代码为005026。